# Mătăcina (okręg Vrancea)
Mătăcina – wieś w Rumunii, w okręgu Vrancea, w gminie Valea Sării. W 2011 roku liczyła 168
mieszkańców.